# Tamia du Colorado
Neotamias quadrivittatus
Espèce
Statut de conservation UICN

 LC  : Préoccupation mineure
Le Tamia du Colorado (Neotamias quadrivittatus) est une espèce de Tamias, des petits rongeurs proches des écureuils, appartenant comme ces derniers à la famille des Sciuridae. On le rencontre aux États-Unis dans des États des Montagnes Rocheuses.

## Description de l'espèce

### Morphologie
Cette espèce est de taille moyenne par rapport aux autres tamias. Les individus pèsent en moyenne 54 g pour une longueur de 12 cm environ.
Le pelage est principalement orange, tirant sur le brun-cannelle vers la tête. Il se teinte de gris et de blanc vers le ventre et de brun-jaune sur les côtés. Ce tamia a trois rayures extérieures brunes, ses épaules sont grises mais les cuisses et la croupe sont plutôt brun-cannelle. Les poils touffus de la queue sont fauves, bordés de blanc, avec les pointes noires. Les oreilles virent au noir vers l'avant, au blanc vers l'arrière.
La principale différenciation avec les autres espèces du genre se fait en comparant les dimensions du baculum, plus importantes chez Tamias quadrivittatus.

### Habitat
Le tamia du Colorado se rencontre au sud-est et au nord de l'Utah, au Colorado et au nord-est de l'Arizona
Il préfère les forêts de conifères, comme celles de Pin ponderosa, mais fréquente aussi les forêts mixtes et les bois. Il apprécie aussi les zones rocailleuses. Au sud, c'est autour de 1.800 à 2.200 mètres d'altitude qu'ils vivent dans les Organ mountains et un peu plus haut, vers 2400 à 2500 m dans les Oscura Mountains là où la végétation est sans doute comparable.
Au Nouveau-Mexique, le tamia du Colorado préfère en effet un habitat plus élevé au milieu des pins ou sur les pentes plus basses, couvertes de genévrier et de pin à pignons.
Même s'ils sont bons grimpeurs ces tamias préfèrent, comme les autres espèces du genre, rester au sol, se cachant parmi les rochers et les branches tombées.

### Comportement
À la belle saison, le tamia du Colorado est actif tôt le matin et en fin d'après-midi. Cette espèce vit en couple en période de reproduction. Le mâle et la femelle fourragent le sol autour de leur terrier, y retournant fréquemment pour y engranger de la nourriture. Ils sont comparativement plus arboricoles que les autres tamias et on les a observés en train de manger des graines au sommet des épicéas.
En cas d'alerte ils poussent un cri bref pour prévenir l'autre. Les postures du corps ont aussi beaucoup d'importance. Les gestes et contacts directs sont aussi des moyens de communiquer entre les parents et les petits, mais aussi leurs rivaux. On suppose qu'ils utilisent aussi des moyens olfactifs et des signaux chimiques pour se reconnaître entre eux ou marquer leur territoire.
Le territoire de la femelle est d'environ 2,6 acres et celui du mâle adulte de 3,2 acres. Les jeunes ont un territoire plus petit, d'environ 1 à 2,5 acres.
L'hiver ils hibernent ils se retirent dans leur nid, dans un arbre, un tronc ou un terrier creusé dans le sol.

### Reproduction
Ce sont des animaux monogames. La période de reproduction se situe au printemps. La gestation dure entre 29 et 60 jours après lesquels la femelle donne naissance à une portée de 2 à 7 petits. Comme les autres tamias on pense qu'ils naissent dans un terrier où la mère les allaite et s'en occupe jusqu'à ce qu'ils quittent le nid, vers juillet-août. L'espèce étant monogame on peut supposer que le mâle participe aux soins. Une seconde portée peut parfois arriver vers octobre, bien que le cas soit plus rare.

### Alimentation

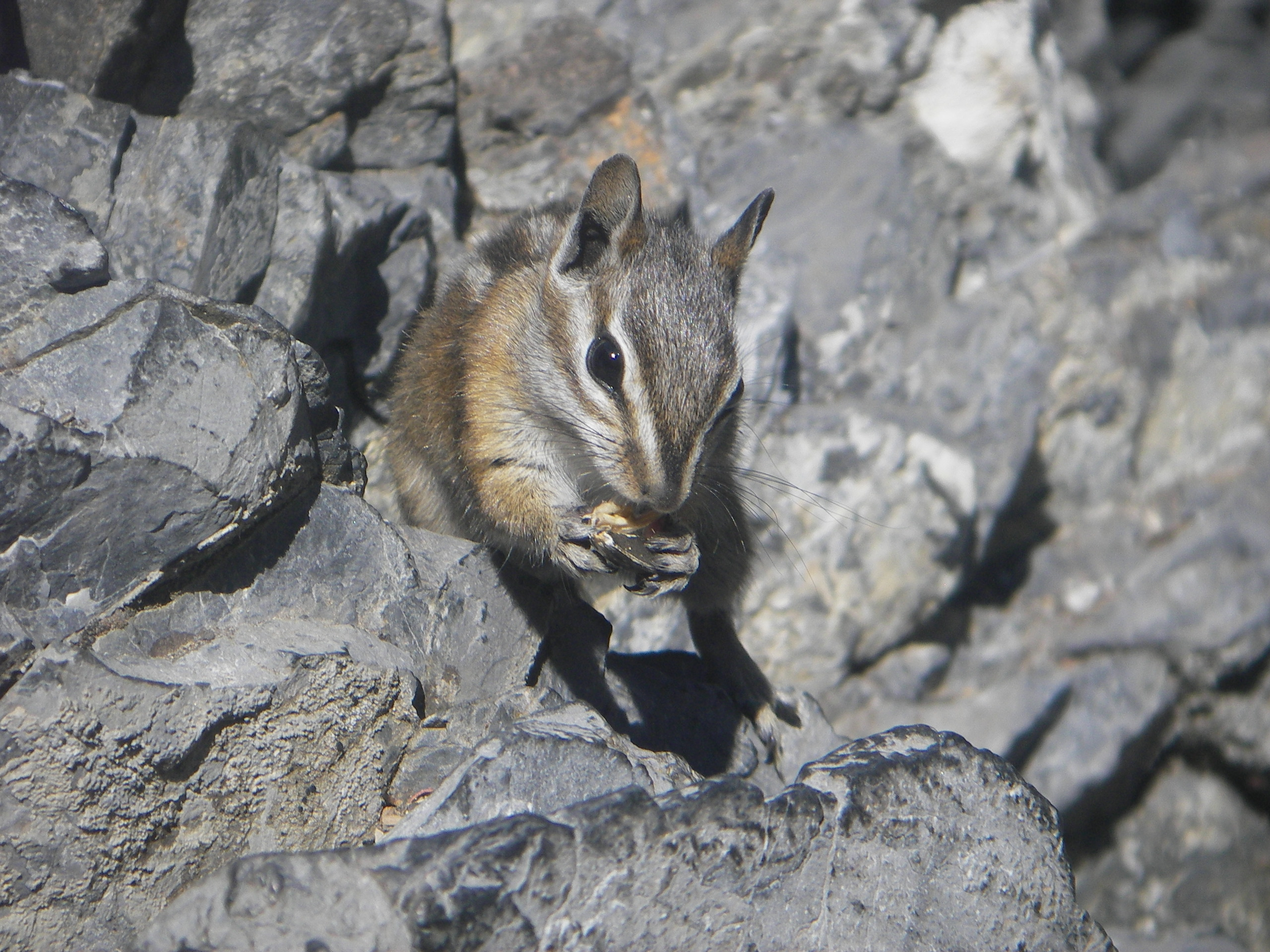
Tamia du Colorado mangeant une graine.

Ce sont des végétariens. Ces tamias se nourrissent essentiellement de graines et de baies, mais ils ne dédaignent pas les insectes, les œufs d'oiseaux et les charognes. Pour boire ils recherchent des sources d'eau vive.

## Interactions écologiques
Au Colorado, Tamias quadrivittatus vit souvent en association avec le Tamia mineur (Tamias minimus), plus abondant dans les plaines, et leur principal prédateur est l'Autour des palombes (Accipiter gentilis).
Le tamia du Colorado joue un rôle important dans la dissémination des graines et sert de nourriture à divers rapaces.

## Le tamia du Colorado et l'homme
Bien que ce soient des animaux charmants, ils n'ont pas vraiment d'importance économique pour l'homme.
Lorsque les populations sont trop importantes, ils peuvent avoir un impact sur le reboisement des forêts mais, le plus souvent, ils aident au contraire à faire pousser des plantes qui ont du mal à germer en surface, en les emportant dans leurs réserves souterraines.